# Kinboshi
El kinboshi (金星 en japonés, "estrella de oro" o "estrella dorada") es un término utilizado en el sumo profesional para registrar la victoria de maegashira sobre un yokozuna.
Se cree que el término deriva del uso de los términos shiroboshi ("estrella blanca") para designar una victoria en la pelea, y kuroboshi ("estrella negra") para designar derrota en la pelea. Por lo tanto, una "estrella de oro" o "estrella dorada" es designada como una victoria especial.
La palabra kinboshi entró en uso popular por primera vez en la Era Taishō (1912-1926), y el sistema de adjudicación monetaria a un maegashira que venció a un yokozuna en un torneo oficial que comenzó en enero de 1930.
Un kinboshi incrementa el balance del mochikyūkin del maegashira cuenta por 10 yenes. Este balance se convierte utilizando un multiplicador, actualmente 4000, y añadido a la bonificación del luchador en cada torneo subsecuente en el que compite como sekitori. Con seis torneos al año, esta única victoria corresponde a un aumento de paga de 240 000 yenes al año para el resto de la carrera del sekitori.
El récord de kinboshi ganados lo tiene el ex sekiwake Akinoshima quien ganó 16 combates contra los yokozuna cuando estaba en el grado maegashira.
Cuando un maegashira vence a un yokozuna es entrevistado.

## Restricciones
El kinboshi no se le entrega a los luchadores ubicados dentro del sanyaku (komusubi, sekiwake, ōzeki y yokozuna) cuando vencen a un yokozuna, ni tampoco al maegashira cuando éste vence a un yokozuna por victoria por compadecencia (fusen —walkover—). Tampoco es entregado si el yokozuna pierde el combate ante un maegashira por utilizar una técnica ilegal (kinjite). Lo cual significa que no hay bonificación económica.
Si el maegashira vence al yokozuna por compadecencia, o si el yokozuna utiliza una técnica ilegal, el maegashira no será entrevistado.

## Otros usos

### Ginboshi
El ginboshi (銀星 en japonés, "estrella de plata" o "estrella plateada") es un término utilizado para referirse a la victoria de un maegashira sobre un ōzeki. Sin embargo, a diferencia del kinboshi no existe una bonificación económica, aunque sí existe un conteo oficial.
El récord de ginboshi ganados lo tiene el ex sekiwake Aminishiki quien ganó 46 combates contra los ōzeki cuando estaba en el grado de maegashira.
Al igual que el kinboshi, el ginboshi tampoco es entregado a los luchadores ubicados dentro del sanyaku (komusubi, sekiwake, ōzeki y yokozuna) cuando vencen a un ōzeki, ni tampoco al maegashira cuando éste vence a un ōzeki por victoria por compadecencia (fusen —walkover—). Tampoco es entregado si el ōzeki pierde el combate ante un maegashira por utilizar una técnica ilegal (kinjite).
Si un maegashira vence a ōzeki será entrevistado por su victoria.
Si el maegashira vence al ōzeki por compadecencia, o si el ōzeki utiliza una técnica ilegal, el maegashira no será entrevistado.

### Douboshi
El douboshi (青銅星 en japonés, "estrella de bronce") es un término utilizado para referirse a la victoria de un maegashira sobre un sekiwake y/o un komusubi. Sin embargo, a diferencia del kinboshi, y al igual que el ginboshi no existe una bonificación económica, aunque sí existe un conteo oficial.
Al igual que el kinboshi y el ginboshi, el douboshi tampoco es entregado a los luchadores ubicados dentro del sanyaku (komusubi, sekiwake, ōzeki y yokozuna) cuando vencen a un sekiwake y/o  a un komusubi, ni tampoco al maegashira cuando éste vence a un sekiwake y/o a un komusubi por victoria por compadecencia (fusen —walkover—). Tampoco es entregado si el sekiwake y/o el komusubi pierden el combate ante un maegashira por utilizar una técnica ilegal (kinjite).
A diferencia del kinboshi y del ginboshi, si un maegashira vence a un sekiwake y/o a un komusubi, no será entrevistado.